# Vranci (Kreševo, BiH)
Vranci su naseljeno mjesto u općini Kreševo, Federacija Bosne i Hercegovine, BiH.
Nalazi se oko 2 kilometra jugozapadno od općinskog središta. Vranci su smješteni u dolini potoka Mrganovca na obroncima planine Lopate. 

## Povijest
Od davnina stanovnici Vranaka radili su u rudnicima i majdanima, a do drugog svjetskog rata i u brojnim kovačkim radionicama po čemu su bili poznati u ovom kraju. 
Povjesničar Vladislav Skarić povezuje ime Vranci sa saskim rudarima i njemačkim imenom Frank (Franz) gdje se glas f zamjenjuje glasom v.

### Most u Vrancima
Pouzdanih podataka o graditeljima i vremenu gradnje mosta u Vrancima nema. U narodu je ostala predaja o tome kako se radi o mostu iz rimskog doba, pa je ovaj most poznat pod nazivom Rimski most. Nedaleko mosta pronađena je rimska cesta u dužini od 2000 metara što djelomično potvrđuje ovu tvrdnju. Dužina mosta iznosi 9,5 metara i mogu ga koristiti samo pješaci. Zaštićen je kao Nacionalni spomenik BiH.

## Stanovništvo

### 1991.
Nacionalni sastav stanovništva 1991. godine, bio je sljedeći:
ukupno: 97
- Hrvati - 96
- Jugoslaveni - 1

### 2013.
Nacionalni sastav stanovništva 2013. godine, bio je sljedeći:
ukupno: 65
- Hrvati - 63
- Bošnjaci - 1
- Srbi - 1